# 大山脚站
大山脚站位于马来西亚槟城州大山脚鱼池新路（Jalan Permatang Rawa），属于KTM城际铁路和KTM通勤铁路北马区。马来亚铁道公司是该车站的主要经营者。

## 重建

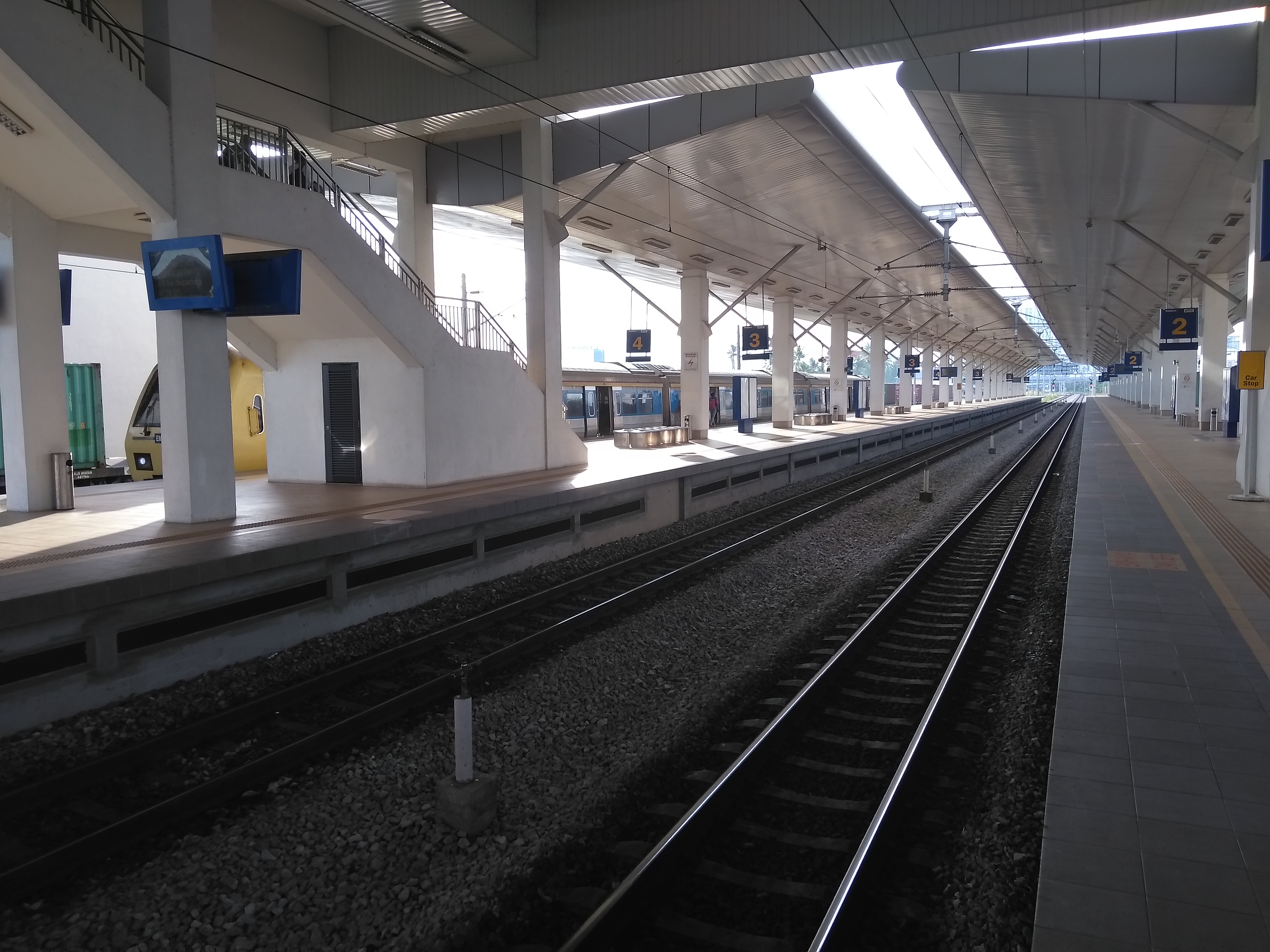
站内站台

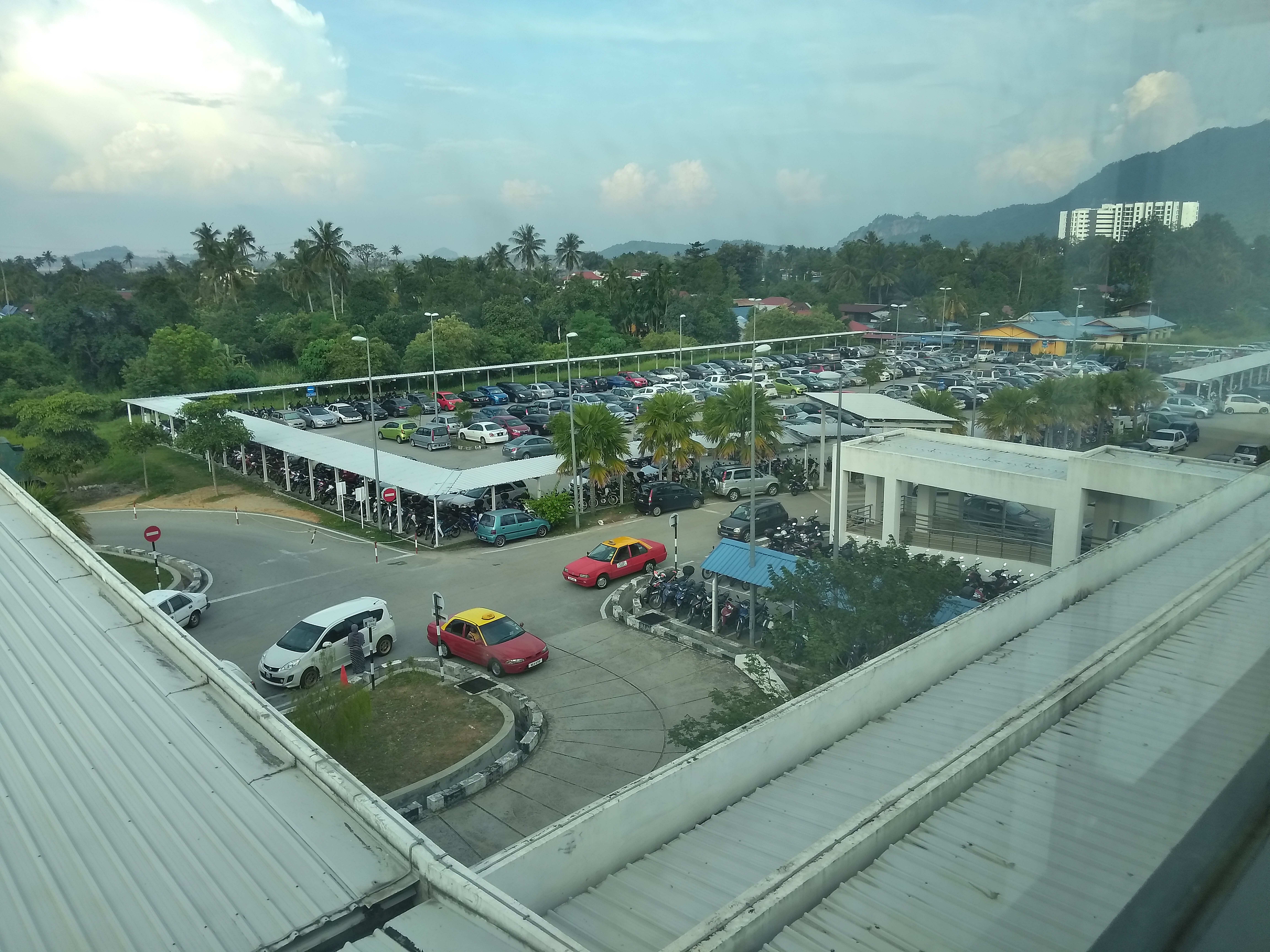
地面停车场

大山脚原有的火车站位于火车头街，而火车站也在2013年搬迁至鱼池路峇冬拉哇国民中学斜对面的新火车站。而根据马矿业─金务大透露，之所以将旧车站搬迁至鱼池路是因为需要重新规划铁道。而旧车站搬迁后，大山脚旧火车站建筑物也被拆除，正式走入历史，现成为马来亚铁道主要的办事处。
新车站的售票处位于一楼，停车场设有逾120辆停车位。
新车站拥有两个入口，一个位于鱼池路而另一个在巴东拉浪路宰猪场旁。